# Ryan Giles
Ryan John Giles (sinh ngày 26 tháng 1 năm 2000) là một cầu thủ bóng đá chuyên nghiệp đang chơi cho câu lạc bộ Hull City tại EFL Championship.